# 奥里斯塔
奥里斯塔（西班牙語：Oristá），是西班牙加泰罗尼亚巴塞罗那省的一个市镇。总面积69平方公里，总人口633人（2001年），人口密度9人/平方公里。